# Université en Suisse

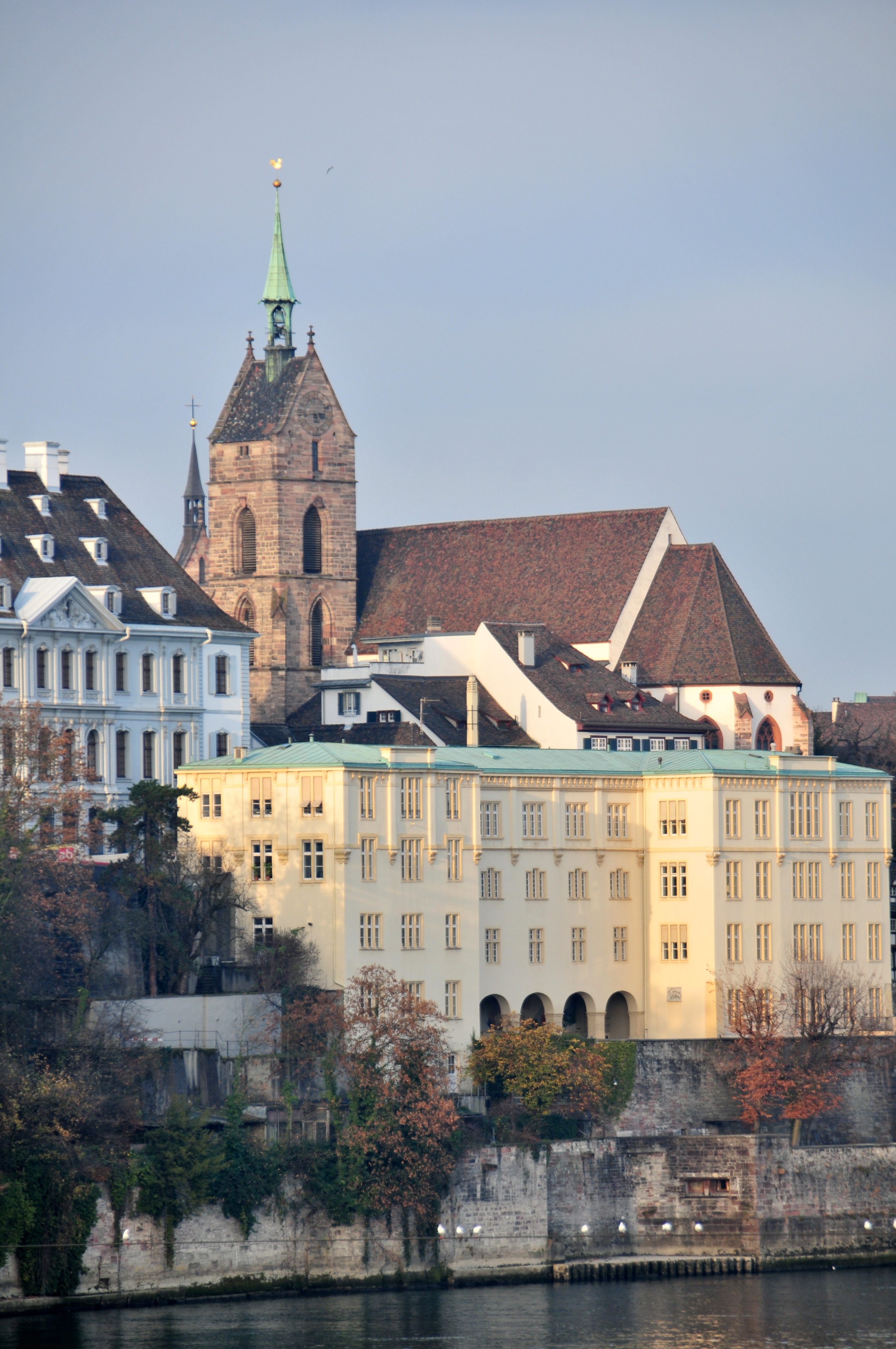
L'université de Bâle, la plus ancienne de Suisse, est en raison de l'héritage intellectuel d'Érasme au XVe siècle généralement comptée parmi l'un des lieux de naissance de l'humanisme.

Les universités de Suisse (aussi nommées hautes écoles universitaires) sont francophones, germanophones ou italophones. Certaines universités, comme celle de Fribourg, sont bilingues.

Les universités constituent un des trois piliers de la formation supérieure en Suisse, au même titre que les Ecoles polytechniques et les Hautes Ecoles Spécialisées.

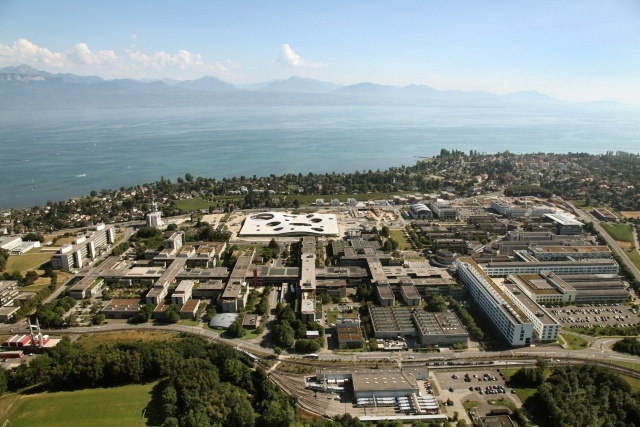
Vue aérienne (2009) de l'École polytechnique fédérale de Lausanne (EPFL), qui forme avec l'Université de Lausanne (UNIL) un vaste campus à proximité du lac Léman

## Universités francophones
- Université de Neuchâtel (UNINE)
- Université de Lausanne (UNIL)
- Université de Genève (UNIGE)
- Université de Fribourg (UNIFR) (Universität Freiburg)

## Universités germanophones
- Université de Bâle (UNIBAS) (Universität Basel)
- Université de Lucerne (UNILU) (Universität Luzern)
- Université de Saint-Gall (UNISG ou HSG) (Universität St. Gallen)
- Université de Berne (UNIBE ou UB) (Universität Bern)
- Université de Zurich (UNIZH ou UZH) (Universität Zürich)

## Universités italophones
- (it) Université de la Suisse italienne (USI) (Università della Svizzera italiana)